# Hollow (canção de Godsmack)
"Hollow" é uma música acústica da banda de hard rock Godsmack. Ela faz parte do quarto álbum da banda, IV, e foi escrita pelo vocalista Sully Erna e cantada por ele e por Lisa Guyer. Hollow é a única música acústica do álbum. Ela sempre foi tocada na turnê solo de Erna.

## Significado da música
A música é sobre perceber que nada está como era antes. As mesmas coisas que divertiam o vocalista agora só o faz se sentir vazio. Ele percebe que está na hora de mudar o seu modo de ser e se tornar uma pessoa melhor e ao mesmo tempo mantendo o passado intacto.